# Catwoman (film)
Pour les articles homonymes, voir Catwoman.
Pour plus de détails, voir Fiche technique et Distribution.
Catwoman ou La Femme-Chat au Québec,, est un film américain réalisé par Pitof et sorti en 2004.
Librement inspiré du personnage de Catwoman de l'éditeur DC Comics, le film met en scène Halle Berry dans le rôle de Patience Phillips. Cette dernière est une timide graphiste travaillant pour la marque de cosmétiques Hedare Beauty. Elle est chargée de créer le packaging de Beau-Line, la nouvelle crème de la marque, un produit révolutionnaire capable d'inverser les effets du vieillissement. Un soir, alors qu'elle doit présenter son projet à son patron à l'usine, elle fait la découverte d'un complot : la crème provoque de dangereux effets secondaires. À la suite de cette découverte, Patience est assassinée. Elle est ramenée à la vie par un mau égyptien et développe des capacités similaires à celles d'un chat. Sous l'identité de Catwoman, elle décide de retrouver ceux responsable de sa mort pour se venger.
Lors de sa sortie, le film reçoit des critiques majoritairement négatives, considéré par beaucoup comme l'un des pires films jamais réalisés. Il est par la suite nommé sept fois aux Razzie Awards 2005 où il remporte les prix de pire film, pire actrice, pire réalisateur et pire scénario. C'est par ailleurs un échec au box-office qui peine à rembourser son budget.

## Synopsis
Graphiste timide et introvertie, Patience Phillips (Halle Berry) est employée chez une compagnie de cosmétiques, Hedare Beauty, prête à commercialiser un nouveau produit de beauté nommé Beau-Line, capable d'inverser les effets du vieillissement. Cependant, tandis que Patience doit porter un concept en retard au directeur de la compagnie, George Hedare (Lambert Wilson), elle surprend une discussion entre le Dr Ivan Slavicky (Peter Wingfield) et Laurel Hedare (Sharon Stone), la femme du directeur, parlant de dangereux effets secondaires qui pourraient survenir avec l'utilisation à long terme de ce produit de beauté.
Patience est repérée. Elle tente de s'échapper mais en s'enfuyant elle est piégée dans un conduit d'évacuation, que ses poursuivants mettent aussitôt en marche. Propulsée au dehors, dans la rivière, elle se noie et meurt. Patience est mystérieusement ramenée à la vie par un mau égyptien et développe des capacités similaires à celles d'un chat ainsi qu'un désir insatiable de vengeance envers ceux qui l'ont tuée.
Une chercheuse nommée Ophelia Powers (Frances Conroy) lui explique que les maus égyptiens sont des messagers de la déesse Bastet et que c'est à la fois un privilège et une malédiction. Portant un masque pour conserver son anonymat, Patience rôde la nuit sous l'identité de Catwoman cherchant des réponses sur ceux qui ont tenté de la tuer.
Finalement, ses recherches la guident vers Laurel Hedare, qui assassine son mari pour infidélité et accuse Catwoman de l'avoir tué. Désormais poursuivie par les forces de l'ordre, elle est découverte et capturée. Patience s'enfuit et se confronte par la suite à Laurel dans son bureau, révélant que Laurel est la seule responsable de la mort de Patience. Pendant le combat, Patience griffe le visage de Laurel qui meurt par la suite. Patience finit par choisir de continuer de vivre en transgressant la loi tout en appréciant sa liberté sous son identité de Catwoman.

## Fiche technique
Sauf indication contraire, les informations mentionnées dans cette section peuvent être confirmées par les bases de données cinématographiques IMDb et Allociné,  présentes dans la section « Liens externes ».
- Titre original et français : Catwoman
- Titre québécois : La Femme-Chat
- Réalisation : Pitof
- Scénario : John Brancato, Michael Ferris et John Rogers, d'après une histoire écrite par Theresa Rebeck, John Brancato et Michael Ferris, d'après le personnage créé par Bob Kane
- Musique : Klaus Badelt[4]
- Direction artistique : Shepherd Frankel, Dan Hermansen, Don Macaulay et Frank Varela
- Décors : Bill Brzeski
- Costumes : Angus Strathie[5]
- Lieux du tournage : Los Angeles, Winnipeg, Lionsgate, Vancouver, Warner Bros.[6]
- Photographie : Thierry Arbogast
- Son : David E. Campbell, John T. Reitz, Gregg Rudloff, Richard Hymns, Andre Fenley[7]
- Montage : Sylvie Landra
- Chorégraphie et entraînement : Harley Pasternak (en), Alex Green, Anne Fletcher[3],[7]
- Production : Denise Di Novi et Edward L. McDonnell
  - Production déléguée : Benjamin Melniker, Michael E. Uslan, Bruce Berman, Michael Fottrell et Robert Kirby
  - Production associée : Ed Jones et Marc Resteghini
  - Coproduction : Alison Greenspan
- Sociétés de production[8] : Warner Bros., Village Roadshow Pictures, Di Novi Pictures, Frantic Films, Maple Shade Films et Catwoman Films
- Société de distribution : Warner Bros. ; Fox-Warner (Suisse romande)
- Budget : 100 millions de $[9],[10]
- Pays de production :  États-Unis
- Langues originales : anglais, espagnol
- Format[11] : couleur (Technicolor) - 35 mm - 2,35:1 (Cinémascope) - son DTS | Dolby Digital | SDDS
- Genre : fantastique, action, policier, super-héros
- Durée : 104 minutes
- Dates de sortie[12] :
  - États-Unis : 19 juillet 2004 (première mondiale à Hollywood)[13] ; 23 juillet 2004 (sortie nationale)
  - Québec : 23 juillet 2004[14]
  - Belgique : 1er septembre 2004[15]
  - France : 4 septembre 2004 (Festival du cinéma américain de Deauville) ; 8 septembre 2004 (sortie nationale)
  - Suisse romande : 8 septembre 2004[16]
- Classification[17] :
  - États-Unis : accord parental recommandé, film déconseillé aux moins de 13 ans (PG-13 - Parents Strongly Cautioned)[Note 1]
  - France : tous publics[18]
  - Belgique : tous publics (Alle Leeftijden)[15]
  - Suisse romande : interdit aux moins de 12 ans[19]
  - Québec : tous publics - déconseillé aux jeunes enfants (G - General Rating)[14]

## Distribution
- Halle Berry (VF : Annie Milon ; VQ : Isabelle Leyrolles) : Patience Phillips / Catwoman
- Benjamin Bratt (VF : Bernard Gabay ; VQ : Pierre Auger) : Tom Lone
- Lambert Wilson (VF : lui-même ; VQ : lui-même) : George Hedare
- Alex Borstein (VF : Charlotte Valandrey ; VQ : Natalie Hamel-Roy) : Sally
- Frances Conroy (VF : Ivana Coppola) : Ophelia Powers
- Sharon Stone (VF : Micky Sébastian ; VQ : Anne Dorval) : Laurel Hedare
- Michael Massee (VF : Fabien Jacquelin ; VQ : Luis de Cespedes) : Armando
- Byron Mann (VQ : Marc-André Bélanger) : Wesley
- Alex Cooper : Gloria Ojeda
- Kim Smith (en) : Drina
- Peter Wingfield : Dr Ivan Slavicky
- Berend McKenzie : Lance
- Missy Peregrym : la mannequin sur la simulation
- Michelle Pfeiffer : Selina Kyle / Catwoman (caméo photographique - non créditée)

## Production
Le film est connu comme un exemple de « development hell (en) ». Sa production est envisagée dès 1993, en même temps que la préparation de Batman Forever. Le scénario passe entre les mains de 28 scénaristes, pour avoir à la fin une Catwoman très éloignée de celle imaginée par Bob Kane. Il y aura d'ailleurs un arbitrage de la Writers Guild of America, car seuls un maximum de quatre scénaristes peuvent être crédités pour un film,.
Le rôle était censé revenir à Michelle Pfeiffer (qui avait déjà joué le rôle de Catwoman dans Batman : Le Défi), mais elle refusa quand elle vit le concept du costume[réf. nécessaire].
La scène finale où Catwoman marche droit devant elle sur les toits de la ville dans le soleil couchant n'est pas sans rappeler les dernières lignes du récit de Rudyard Kipling intitulé Le Chat qui s'en va tout seul. Voici ces dernières lignes : « … il est le chat qui s'en va tout seul et tous lieux se valent pour lui. Alors, il s'en va par les chemins mouillés du bois sauvage, sous les arbres, et sur les toits. Remuant la queue, et tout seul. »[réf. nécessaire]
Comme analyse[Quoi ?], la production déclare que le film se veut féministe,,, et dénonce aussi les industries de cosmétiques qui diffusent un faux message aux femmes.

## Accueil
(novembre 2024).
- Si vous ne connaissez pas le sujet, laissez ce bandeau (vous pouvez alors contacter les auteurs).
- Si vous supprimez le contenu mis en cause (vous pouvez préalablement contacter les auteurs),

argumentez précisément cette suppression dans la page de discussion
(un manque de référence n'est pas un argument ; une recherche réelle de référence doit avoir été effectuée, être formellement documentée).

### Accueil critique
Il reçoit un accueil très défavorable, avec une note de 9 % sur le site Rotten Tomatoes basé à partir de 198 évaluations. Le film obtient 27 % sur Metacritic et une note utilisateur de 3,6 le classant ainsi sous la catégorie de « généralement défavorable ». Le film apparait dans la liste des pires films de Roger Ebert.
La critique du San Diego Metropolitan Magazine salue l'apparence de Berry dans le costume, les séquences d'action dynamiques avec le fouet de Catwoman et les efforts du réalisateur pour maintenir l'élan, mais a critiqué le scénario et la cohérence logique du film, soulignant l'absurdité de certaines scènes, et a constaté que les acteurs avaient du mal à « donner un sens » au scénario, le jugeant finalement comme l'un des pires de l'année.
Le film figurait sur la liste des films les plus détestés de Roger Ebert, qui a critiqué les cinéastes pour avoir peu réfléchi à la manière de fournir à Berry « un personnage fort, une histoire, des personnages secondaires ou des séquences d'action », mais il a surtout critiqué le film pour ne pas avoir donné au public une idée de ce que son personnage a vécu lorsqu'elle s'est transformée en Catwoman. Il l'a plutôt qualifié de film « sur la beauté de Halle Berry, son sex-appeal, sa silhouette, ses yeux, ses lèvres et la conception des costumes. Il les rend bien ».  Lors de leur émission At the Movies , Ebert et son ancien co-animateur Richard Roeper ont tous deux donné un « coup de pouce » au film. [ citation nécessaire ]
Dans une analyse savante des protagonistes féminins dans le cinéma d'action, Caroline Heldman et al. ont déclaré que le film se termine avec Catwoman choisissant « une existence en solo alors que son corps sexualisé se glisse dans la pleine lune ; même cet acte par ailleurs agentif est construit pour la consommation du regard masculin qui la suit. Le film présente son agentivité, son pouvoir et sa liberté comme un dérivé de son hypersexualisation ». Bill Muller de The Arizona Republic a déclaré que Berry devrait peut-être rendre son Oscar de 2001 en guise de pénalité pour le film.
En juillet 2024, à l'occasion du 20e anniversaire de Catwoman, IndieWire a décrit le film comme un « classique culte des super-héros » qui « est devenu un succès surprise ». Le réalisateur du film, Pitof, a déclaré que Catwoman était « en avance sur son temps » et que « les gens n'étaient pas prêts pour ce genre de film », en raison du fait que le film mettait en vedette la première femme afro-américaine dans le rôle d'une super-héroïne et a déclaré : « Maintenant, après quelques mouvements clés, nous avons plus de diversité et d'inclusion. Le public plus jeune voit les choses différemment et est beaucoup plus ouvert. À l'époque, les fans de bandes dessinées détestaient le film parce qu'il n'impliquait pas Batman ; avec une nouvelle génération, ce n'est pas un problème. Ils le prennent comme il est. ».
Malgré le fait que Catwoman ait été critiqué par les critiques qui ont dit que « c'était nul », Berry dit qu'elle aime le film, qu'elle a adoré travailler dessus et qu'elle est heureuse qu'il ait gagné une nouvelle popularité auprès d'une nouvelle génération.

### Box-office
Le film a atteint 82 102 379 $. Durant sa place au top 50 des charts, le DVD a rapporté plus de 78 millions $ en location[réf. nécessaire].
| Pays ou région        | Box-office      | Date d'arrêt du box-office | Nombre de semaines |
| --------------------- | --------------- | -------------------------- | ------------------ |
| États-Unis            | 40 202 379 $,   | 17 octobre 2004            | 13                 |
| France                | 800 000 entrées | -                          | -                  |
| Total hors États-Unis | 41 900 000 $    | -                          | -                  |
| Total mondial         | 82 102 379 $    | -                          | -                  |

## Distinctions
Entre 2004 et 2005, le film Catwoman a été sélectionné 22 fois dans diverses catégories et a remporté 13 récompenses,.

### Récompenses
- Cercle féminin des critiques de cinéma 2004 : Prix WFCC de la meilleure performance comique pour Halle Berry.
- The Stinkers Bad Movie Awards 2004 :
  - Pire sens de l'orientation (arrêtez-les avant qu'ils ne dirigent à nouveau !) pour Pitof,
  - Pire actrice pour Halle Berry,
  - Pire actrice dans un second rôle pour Sharon Stone,
  - Pires effets spéciaux (Effets spéciaux les moins «spéciaux»),
  - Pire film.
- Prix Schmoes d'or (Golden Schmoes Awards) 2004 : Schmoes d'or du pire film de l'année.
- Association des critiques de cinéma de Dallas-Fort Worth 2005 : Prix DFWFCA du pire film.
- Prix Razzie 2005[Note 5] :
  - Prix Razzie du pire film,
  - Prix Razzie de la pire actrice pour Halle Berry,
  - Prix Razzie du pire réalisateur pour Pitof,
  - Prix Razzie du pire scénario pour John Brancato, Michael Ferris, John Rogers et Theresa Rebeck.
- Réseau canadien des maquilleurs (Canadian Network of Makeup Artists) 2005 :
  - Prix CNOMA du meilleur maquillage pour un long métrage pour Jayne Dancose et Norma Hill-Patton.

### Nominations
- The Stinkers Bad Movie Awards 2004 :
  - Pire scénario pour Michael Ferris, Theresa Rebeck et John Rogers,
  - Bande originale la plus intrusive pour Klaus Badelt.
- Prix de la Télévision de divertissement Afro-Américaines (Black Entertainment Television Awards) 2005 : Meilleure actrice pour Halle Berry.
- Prix du choix des enfants 2005 : Actrice de cinéma préférée pour Halle Berry.
- Razzie Awards 2005[Note 5] : 
  - Pire second rôle masculin pour Lambert Wilson,
  - Pire second rôle féminin pour Sharon Stone,
  - Pire couple à l'écran pour Benjamin Bratt et Halle Berry.
- Taurus - Prix mondiaux des cascades 2005 : Meilleur travail de cascadeurs pour Zoë Bell[Note 6].

### Sélections
- Festival du cinéma américain de Deauville 2004 : Premières - hors compétition pour Pitof.